# Heterangaeus gloriosus
Heterangaeus gloriosus is een tweevleugelige uit de familie Pediciidae. De soort komt voor in het Palearctisch gebied.